# Schloss Weinberg (Österreich)

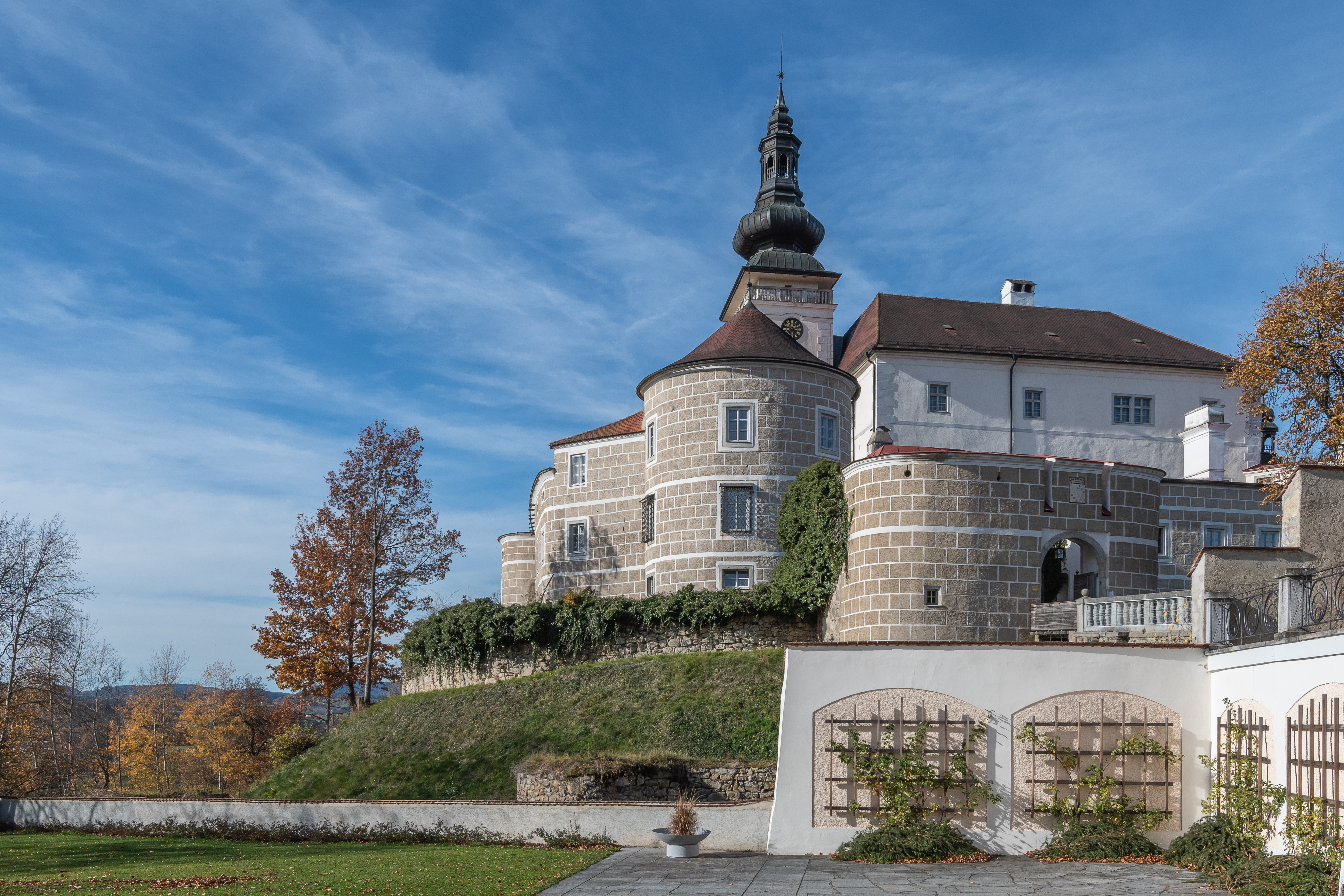
Schloss Weinberg

Das Schloss Weinberg ist eine Schlossanlage in Oberösterreich und liegt am Weinberg oberhalb des Ortes Kefermarkt im Mühlviertel. Die erste Burg an dieser Stelle wurde im 12. Jahrhundert errichtet. Der Umbau zu einem Renaissanceschloss erfolgte durch Hans Wilhelm von Zelking um 1600. Die Thürheimer kauften 1629 den Besitz. Nachdem es Anfang der 1980er Jahre fast unbewohnbar geworden war, pachtete das Land Oberösterreich das Schloss 1986 auf 99 Jahre, renovierte es und veranstaltete 1988 eine Landesausstellung in den Räumlichkeiten. Seit 1989 dient das Schloss als Landesbildungs- und Musikzentrum.

## Lage
Das imposante Schloss steht rund 600 m ü. A. auf einem nach Südwesten abfallenden Höhenrücken des Buchbergs.

## Geschichte

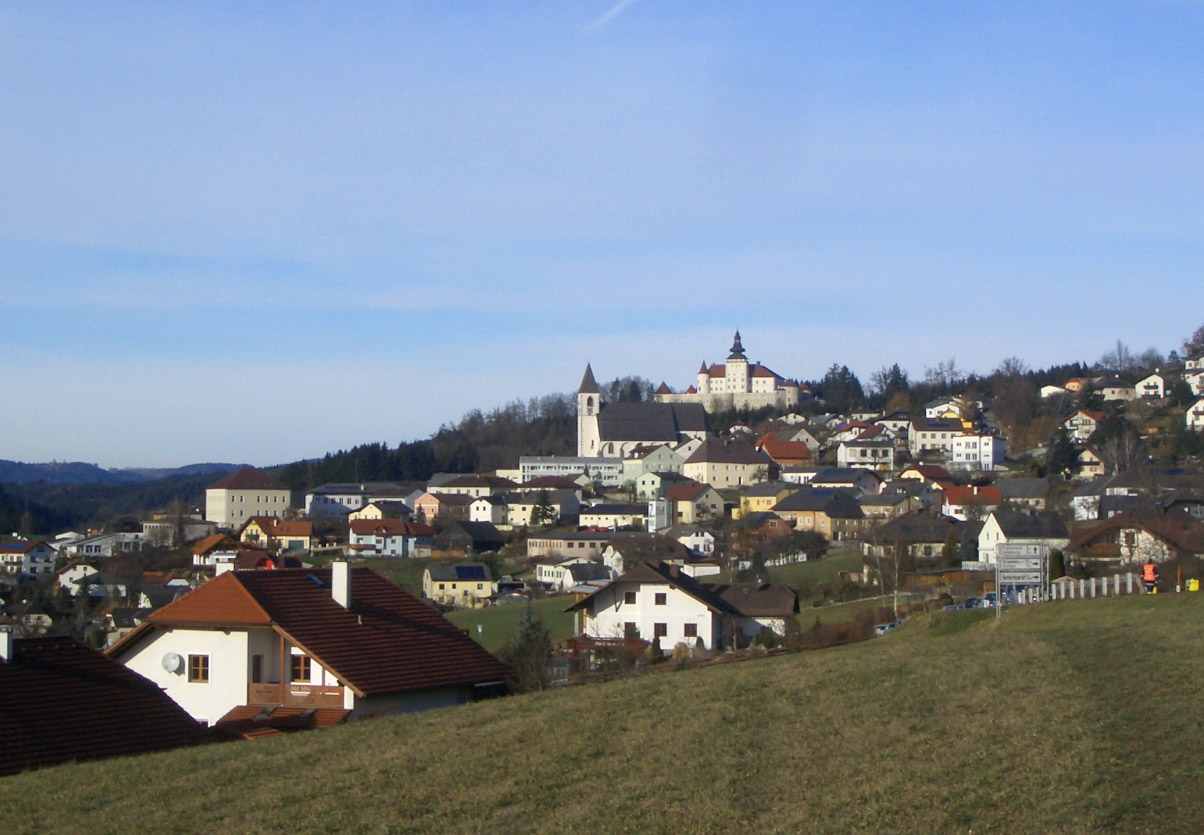
Das Schloss oberhalb von Kefermarkt

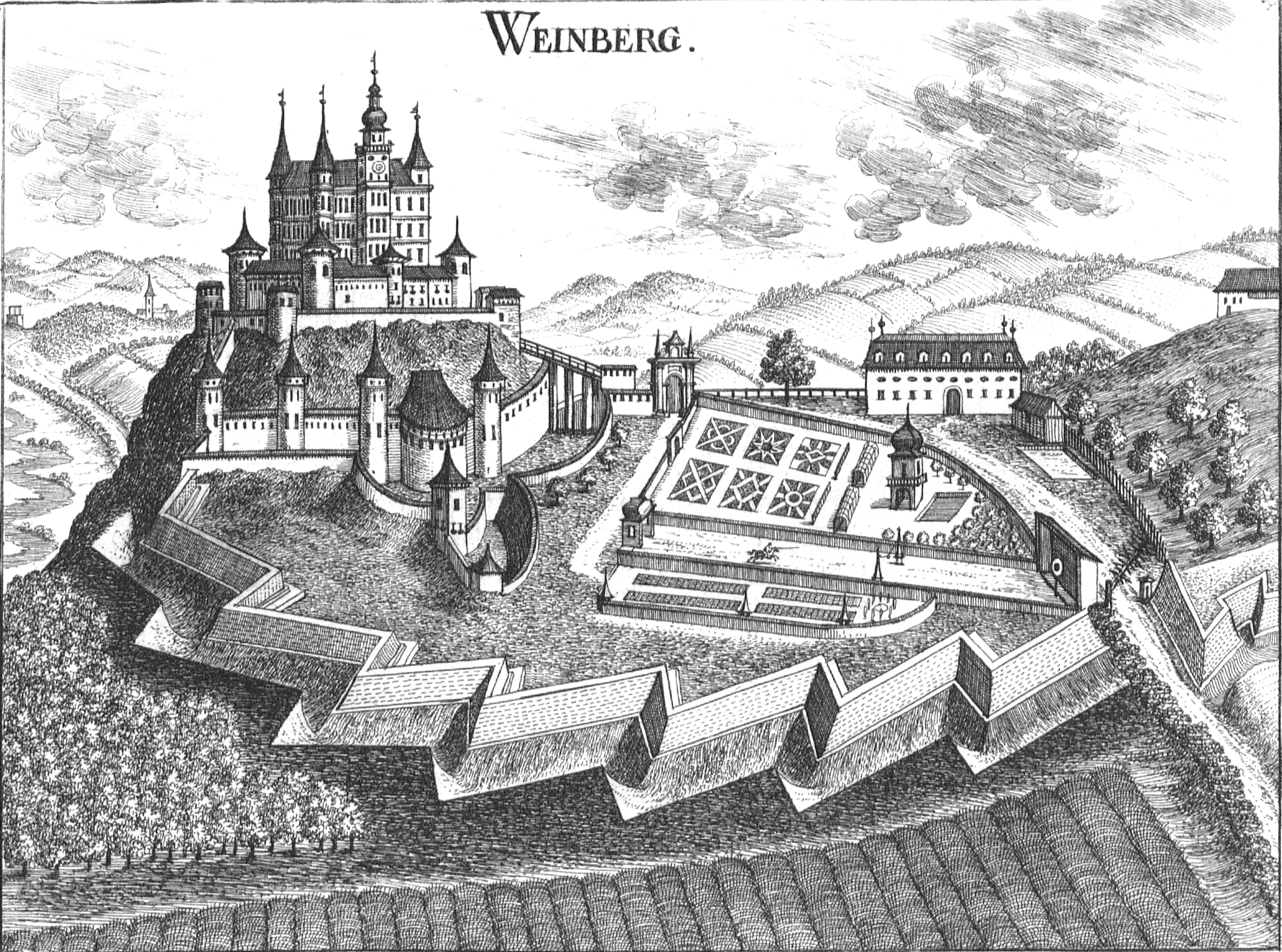
Südseite des Schlosses Weinberg (Stich von Georg Matthäus Vischer, 1674)

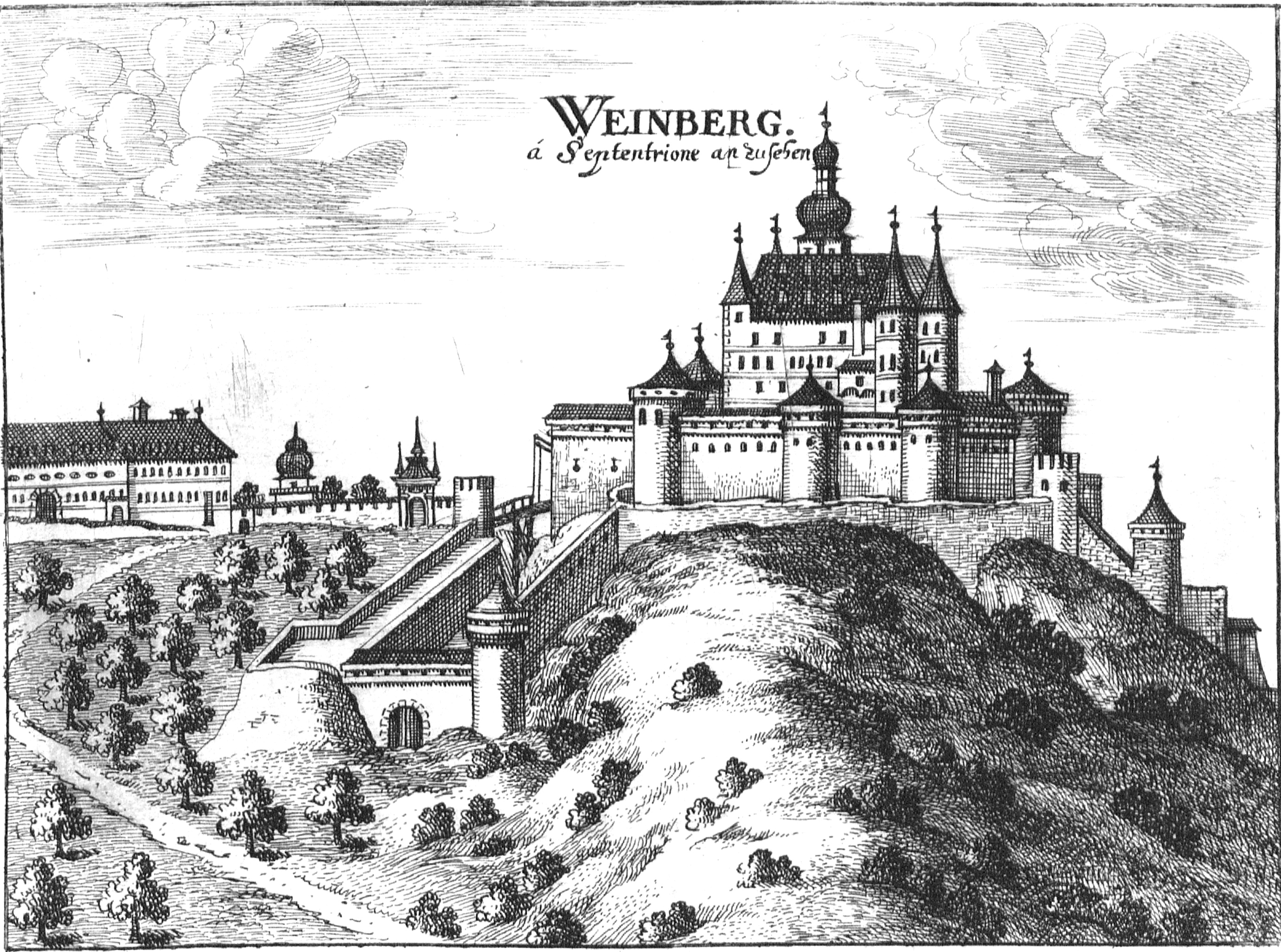
Nordseite des Schlosses Weinberg (Stich von Vischer, 1674)

### Ältere Geschichte
Ursprünglich befand sich Weinberg in der Herrschaft Freistadt und wurde als ein landesfürstliches Lehen davon abgespalten. Dieser Vorgang dürfte mit dem Burghauptmann von Freistadt, Otto II. von Zelking, in Zusammenhang stehen. Otto dürfte damals schon ein Teillehnen der Burg erhalten haben. Weitere Teillehen von Weinberg erhielten die Piber und die Wildungsmauer. Die ersten urkundlichen Erwähnungen von Weinberg erfolgten in den Jahren 1274, 1275 und 1305. Die Burg selbst existierte schon länger und entstand, nachdem die Rodung des umliegenden Waldes abgeschlossen worden war. Erst aus dem Jahre 1378 existiert ein Kaufvertrag, in dem die Zelkinger als alleinige Burgbesitzer ausgewiesen werden.
Die Brüder Ruger und Alber von Zelking waren die ersten Schlossherren des Adelsgeschlechts. Besonders erwähnenswert ist Christoph von Zelking († 1491), der die Herrschaft Weinberg durch Zukäufe erheblich vergrößerte und so zu einem wichtigen Grundherren der Region aufstieg. Zusätzlich war er auch Pfleger von Freistadt. Unter Christoph erfolgte die Errichtung der Pfarrkirche Kefermarkt 1473 bis 1476, die Erhebung des Ortes zum Markt am 17. September 1479 und im Jahr 1490 die Stiftung des spätgotischen Kefermarkter Flügelaltars. 1510 hob Kaiser Maximilian I. die landesfürstliche Lehenshoheit auf und die Herrschaft Weinberg war von nun an ein freies Eigen. Unter Hanns Wilhelm wurden Umbauten vorgenommen und das Schloss diente in der Zeit der Türkengefahr (1594) als Fluchtort für die Kefermarkter Bevölkerung. Aus diesem Grund verfügte das Schloss über eine militärisch gute Ausstattung. Da die Zelkinger protestantisch waren, wurden sie im Zuge der Gegenreformation gezwungen, das Schloss zu verkaufen. Christoph Wilhelm von Zelking, der Vetter von Hanns Wilhelm, verkaufte das Schloss am 15. Juni 1629 um 210.000 Gulden und 1200 Reichstaler an Hans Christoph von Thürheim zu Bibrachzell, Pfleger der passauischen Herrschaft Ebelsberg.
Die Thürheimer selbst kletterten die Karriereleiter nach oben und wurden 1666 zu Reichsgrafen ernannt. Im 18. Jahrhundert stellten sie zwei Landeshauptmänner des Landes ob der Enns und übten das Obristen-Erblandfalkenmeisteramt aus. Das Schloss wurde in dieser Zeit immer wieder leicht verändert und umgebaut.

### Neuzeit
Im Zweiten Weltkrieg verwüsteten 1945 sowjetische Soldaten das Schloss, so dass das Hauptgebäude nicht mehr bewohnbar war. Im Mai 1946 gab die Besatzungsmacht das Schloss wieder her, nachdem alles Wertvolle abtransportiert worden war. Zwischen 1946 und 1954 diente das Schloss als Schulungsheim für die Gewerkschaft der Bau- und Holzarbeiter. Kurzzeitig diente es dem Kriegsopferverband als Kindererholungsheim.
Bis zum Aussterben des Geschlechts der Thürheim im Jahre 1961 blieb Schloss Weinberg in seinem Besitz. Danach ging der Besitz an Hans Ludwig von Gablenz-Thürheim und Christian von Zimmermann-Thürheim über. 1983 gründete sich der Verein „Schloss Weinberg“ mit dem Ziel, das schon fast verfallene Schloss zu retten. 1986 pachtete das Land Oberösterreich das Schloss für 99 Jahre und renovierte es um rund 6 Millionen Euro. Im Jahr 1988 wurde das Schloss mit einer Landesausstellung zum Thema Das Mühlviertel – Natur, Kultur, Leben wieder eröffnet. Die Ausstellung zählte rund 400.000 Besucher. Seit 1989 in ein Landesbildungs- und Musikzentrum in den Räumlichkeiten untergebracht, im selben Jahr wurde in den historischen Stallungen des 400 Jahre alten Meierhofes eine Gasthausbrauerei eingerichtet. Jedes zweite Adventwochenende findet seit 1989 der Weihnachtsmarkt Weinberger Advent im und vor dem Schloss statt. Im Schloss werden kunsthandwerkliche Produkte ausgestellt. In den ehemaligen Prunkräumen finden gelegentlich Konzerte und andere kulturelle Veranstaltungen statt, wie ein Ostermarkt (seit 1999) und eine Seniorenmesse (seit 2007).

### Baugeschichte

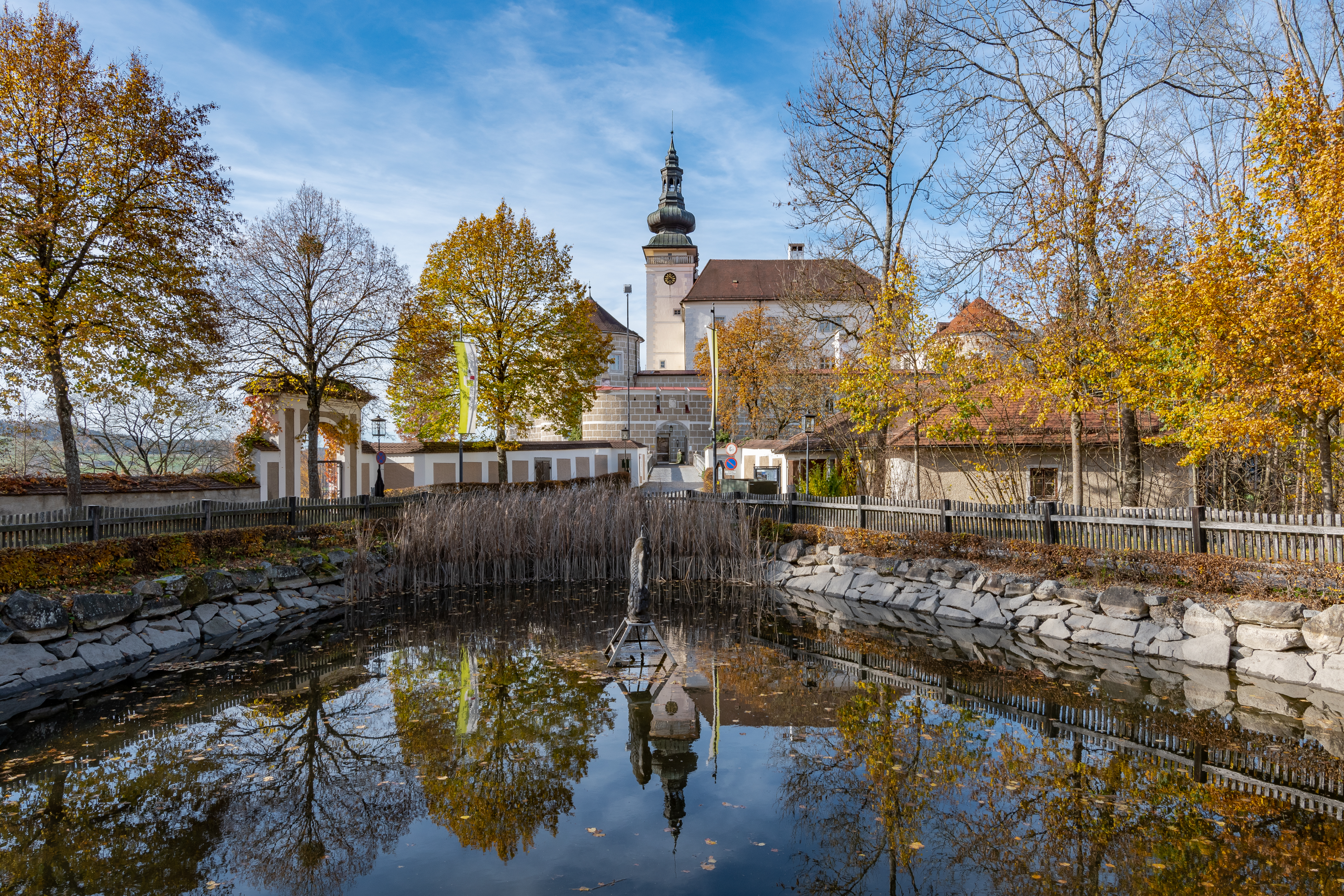
Schlossteich und Zugang

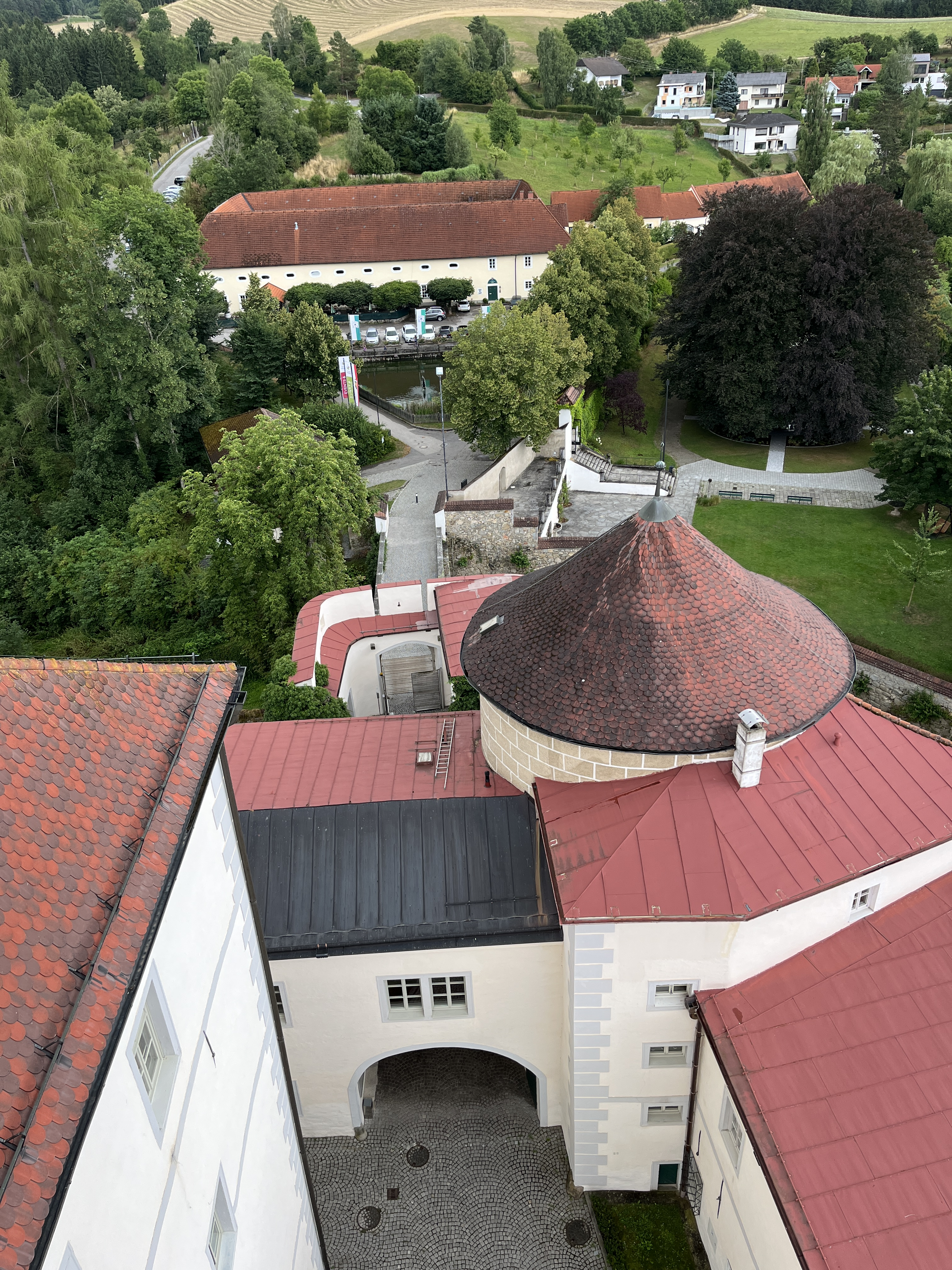

Schloss Weinberg ist eine im Kern gotische Burg, die im 16. Jahrhundert zu einem Renaissanceschloss umgebaut wurde. Die mittelalterliche Burg mit einem rechteckigen, mehrgeschoßigen Wohnturm (26 × 27 Meter) ist im Nordteil des heutigen Schlosses erkennbar. Die Burg war zu Beginn des 14. Jahrhunderts mit einer Ringmauer samt Wehrtürmen umgeben. Am Ende des 14. Jahrhunderts folgte im Osten eine 18 Meter hohe, 3 Meter dicke und 26 Meter lange Mauer, um gegen Angriffe besser geschützt zu sein. Diese Mauer wurde im 17. Jahrhundert umgebaut und dient seitdem als Außenseite für Wohnräume.

## Beschreibung
Der Zugang zum Schloss erfolgt von Osten durch zwei Tore. Der äußere Tor war mit einer Wippbrücke gesichert und eine Steinbrücke ist ihm vorgelagert. Das innere Tor sitzt an der ehemaligen Zwingermauer, an der die ehemaligen Wehrgänge noch erkennbar sind. Vor der Ringmauer befindet sich ein Graben, in dem angeblich Wölfe gehalten wurden. Der schmale äußere Hof des Schlosses umgibt den Hauptbau, das eigentliche Schloss. Dies ist ein viergeschoßiger Bau mit einem rechteckigen Innenhof. Eine Zisterne im Innenhof entwässert in den 42 Meter tiefen Ziehbrunnen aus dem Jahr 1589.
Ein um 1600 errichteter, viereckiger Turm dominiert das Schloss. Der Zwiebelturm wurde ihm erst nach dem Brand von 1882 aufgesetzt. Im Westen stehen an den Hausecken zwei runde Ecktürme mit Kegeldächern.

### Räume
Die ehemaligen Prunkräume sind die stuckierten Decken und mit Stichkappengewölben ausgestattet. Die Türen sind teils mit wuchtigen, verzierten Portalrahmen versehen. Bei der letzten Renovierung wurden die bunten Wandfresken wiederhergestellt. Im ehemaligen Ahnensaal steht ein schöner Renaissance-Kachelofen mit bunten Figurenkacheln von antiken und mythologischen Herrschern. 16 gemalte Wappenpyramiden verschönern den Raum. Der Rittersaal, der die gesamte Ostfront einnimmt, ist von einem Tonnengewölbe mit Fresken von Johann Philipp Ruckerbauer überspannt.
Die reiche Innenausstattung der 220 Räume sowie die Waffensammlung und das Familienmuseum ging 1945 durch Plünderung verloren. Nur die barocke Schlossapotheke und das umfassende Schlossarchiv konnten gerettet werden. Ersteres befindet sich im Schlossmuseum Linz, zweiteres befindet sich im Oberösterreichischen Landesarchiv.

### Schlosskapelle

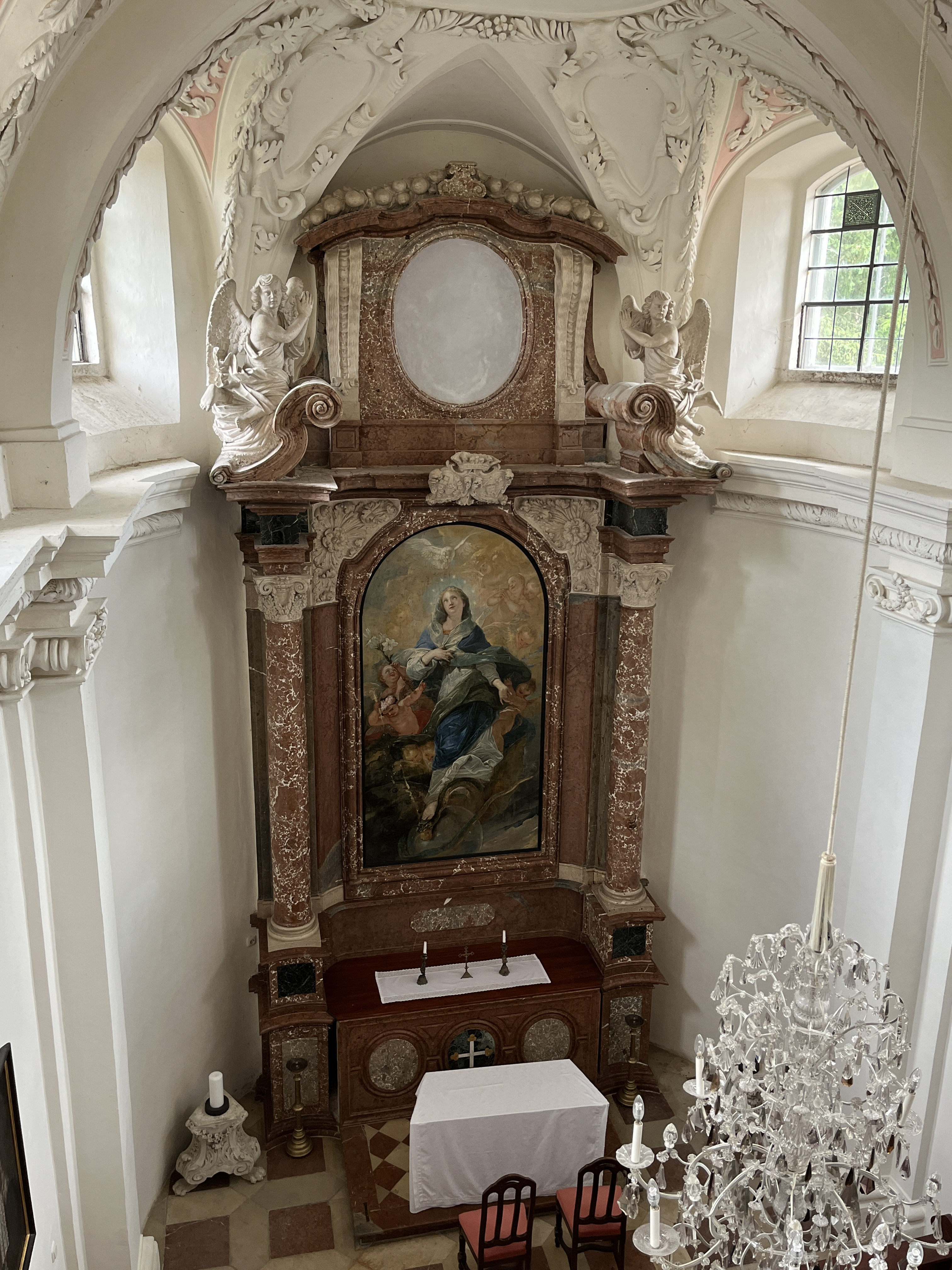
Schlosskapelle

Eine gotische Schlosskapelle hat es vermutlich nie gegeben, jedenfalls konnten bei den Renovierungsarbeiten in den 1980er Jahren keine Reste davon gefunden werden. Die protestantische Schlosskapelle brannte 1617 aus und wurde 1635 unter den katholischen Thürheim erneuert, ob sie sich am Standort der heutigen Schlosskapelle befand, ist allerdings nicht bekannt.
In den Jahren 1689–1699 baute Christoph Wilhelm I. von Thürheim aus dem nördlichen Halbschalenverteidigungsturm die heutige Schlosskapelle, ließ Stuckverzierungen von Bartolomeo Carlone anbringen und einen Marmoraltar vom Linzer Steinmetz Johann Baptist Spatz errichten. Das Altarbild der Kapelle stammt vermutlich von Bartolomeo Altomonte. Die Kapelle wurde erst am 26. August 1731 von Kardinal Lamberg, Bischof von Passau, eingeweiht, wie ein in der Kapelle eingemauerter Stein bezeugt. Bei der Renovierung 1987 wurde eine Blechdose mit 10 Objekten gefunden, die im Jahr 1700 in der Kapelle hinterlegt worden war.

### Falkenhaus
Einer der beiden Halbschalenverteidigungstürme im Schlossgarten wurde im frühen 17. Jahrhundert zu einem ein Gartenpavillon umgestaltet. Dessen Renaissanceornamentik besteht aus verschiedenfarbigen Granitsteinchen. Sowohl die Schaufront als auch das Innere des Gebäudes sind damit in der typischen Art der künstlichen Gartengrotten der Renaissance gegliedert und dekoriert. Die Bezeichnung Falkenhaus bezieht sich auf die Verleihung des Erbland-Falkenmeisteramtes an Christoph Wilhelm I. von Thürheim im Jahre 1705 und hat mit der Entstehung des kleinen Gebäudes nichts zu tun (eine Riesenvoliere für die Thürheimschen Falken befindet sich im Hof von Schloss Schwertberg).

## Varia
Das Schlossarchiv Weinberg erlitt bei der militärischen Besetzung 1945 einige Verluste und wurde 1946 ins Oberösterreichische Landesarchiv nach Linz überführt. Das Schlossarchiv umfasst auch die Akten des Landgerichts, in denen beispielsweise die Hexenprozesse gegen Magdalena Salomonin Tischlerin 1614–1618 und Abraham Endtschlöger 1694 dokumentiert sind. (Frau Tischlerin wurde 1617/18 auf Betreiben des Landeshauptmanns rehabilitiert, der Landstreicher Endtschlöger aber 1694 in der Galgenau hingerichtet.)